# Jos van Aalderen
Johannes (Jos) van Aalderen (Hoogeveen 1909 - Ruinen 1988) was een houthandelaar, verzetsstrijder en politicus in Hoogeveen.
In de Tweede Wereldoorlog was hij actief als commandant van de Landelijke Organisatie voor Hulp aan Onderduikers/Landelijke Knokploegen in Drenthe, verantwoordelijk voor de onderduik en de knokploegen. Later werd hij Stafchef van de Binnenlandse Strijdkrachten. In het verzet werkt hij samen met zijn neef Albert van Aalderen.
Van 1958-1973 was Van Aalderen wethouder in Hoogeveen. In de jaren 90 van de 20e eeuw heeft de gemeente Hoogeveen in de wijk Schutlanden de Jos van Aalderenlaan naar hem vernoemd.
Van Aalderen was drager van de Bronzen Leeuw van Nederland en de Medal of Freedom. Ook kreeg hij de onderscheiding Officier in de Orde van Oranje-Nassau.